# Rudolf Nyandoro
Rudolf Nyandoro (* 11. Oktober 1968 in Gweru) ist ein simbabwischer Geistlicher und römisch-katholischer Bischof von Gweru.

## Leben
Rudolf Nyandoro empfing am 19. Dezember 1998 das Sakrament der Priesterweihe für das Bistum Masvingo.
Am 28. Januar 2017 ernannte ihn Papst Franziskus zum Bischof von Gokwe. Der Bischof von Masvingo, Michael Dixon Bhasera, spendete ihm am 29. April desselben Jahres die Bischofsweihe. Mitkonsekratoren waren der Apostolische Nuntius in Simbabwe, Erzbischof Marek Zalewski, und sein Amtsvorgänger Angel Floro Martínez IEME.
Papst Franziskus ernannte ihn am 11. September 2020 zum Bischof von Gweru. Die Amtseinführung erfolgte am 24. Oktober desselben Jahres.